# Dierama pendulum
Dierama pendulum es una especie de planta fanerógama perteneciente a la familia Iridaceae.

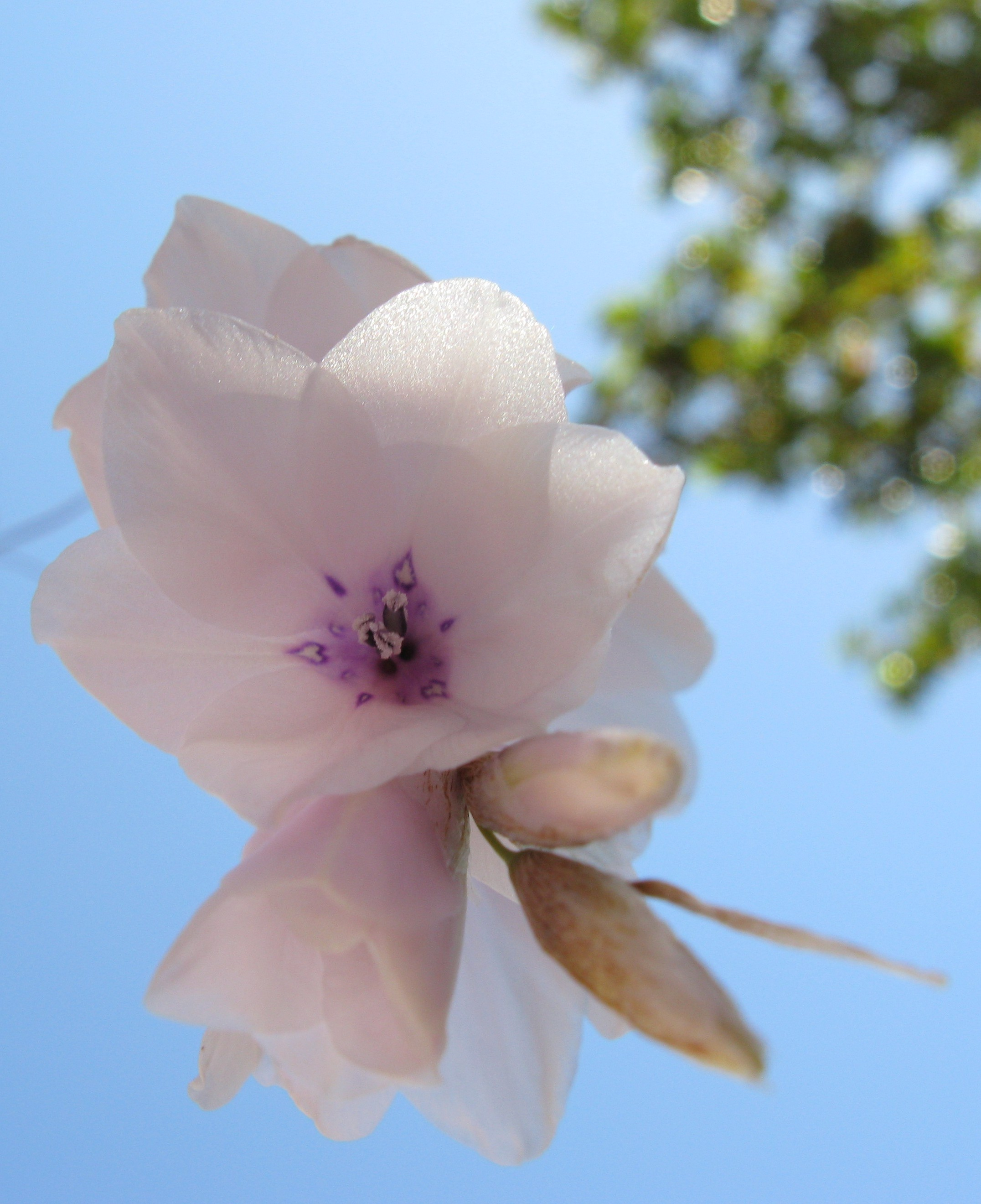
Flor

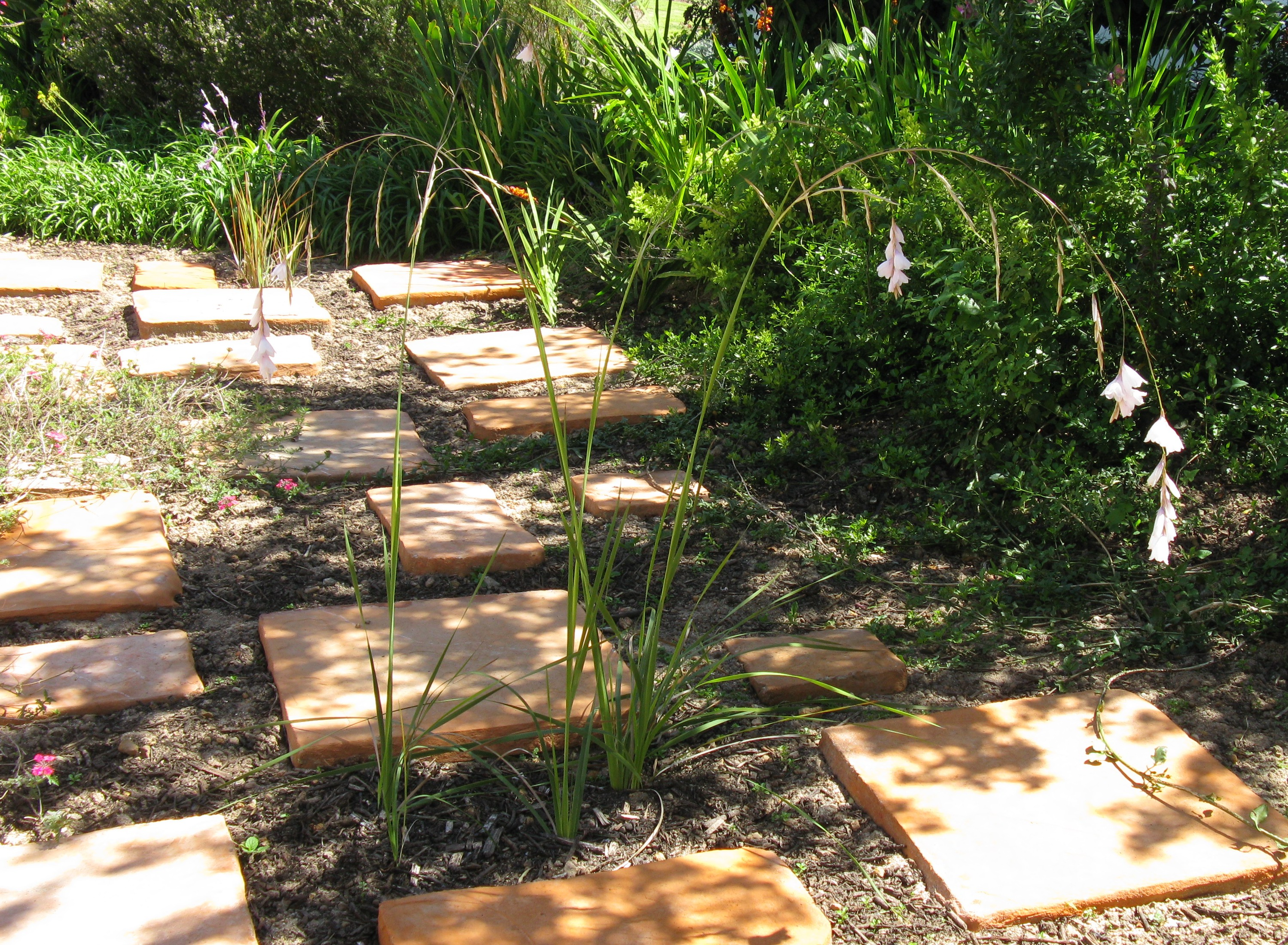
En su hábitat

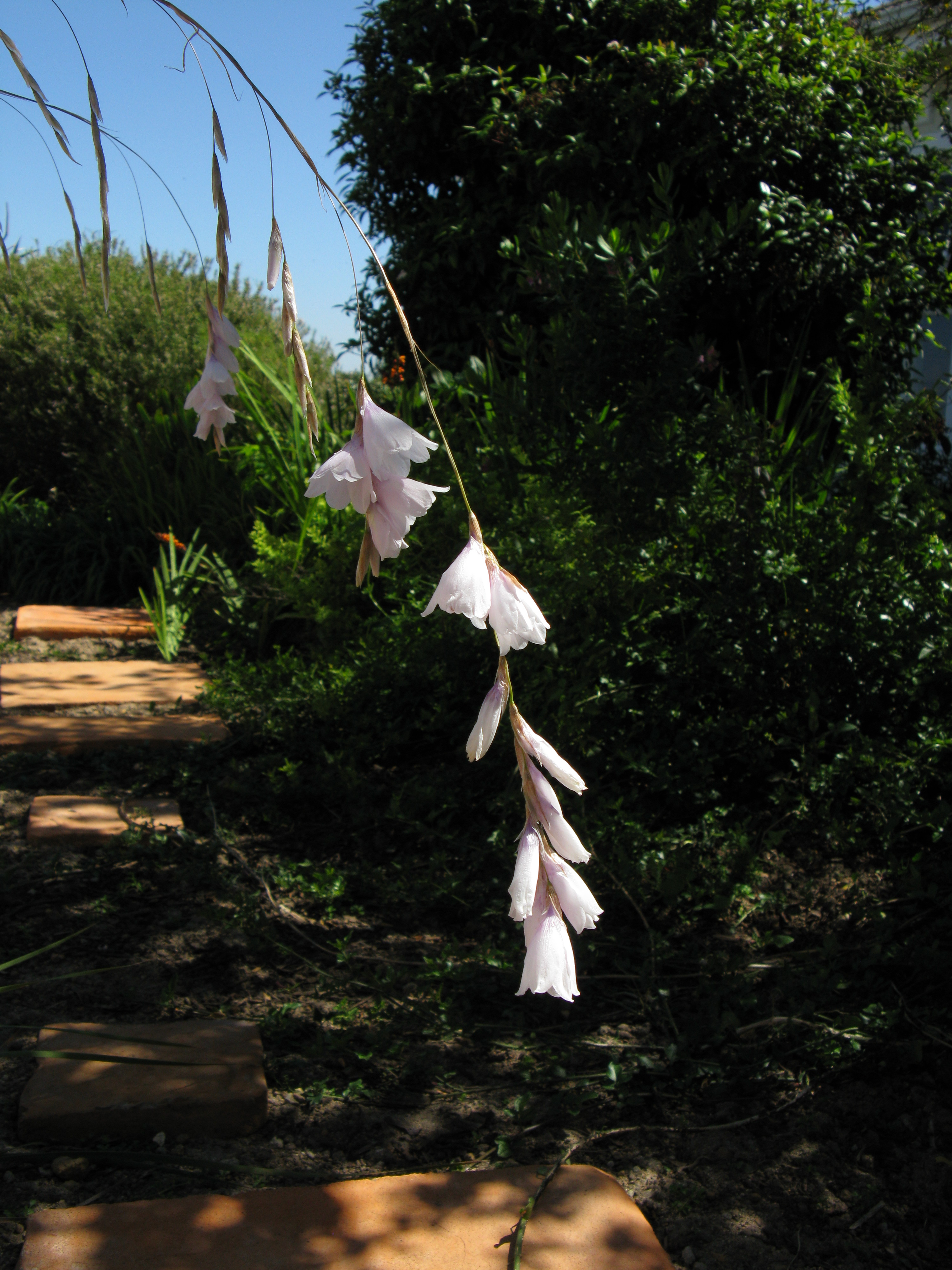
Inflorescencia

## Distribución y hábitat
Es endémica  de la Provincia Oriental del Cabo que se recoge por primera vez en 1772 por el naturalista sueco Carl Peter Thunberg cerca Essenbos en el río Kromme o Kromrivier que fluye por la Langkloof. En 1845 el género Dierama fue establecido por Karl Koch (1809-1879) sobre la base de este espécimen. Antes  la planta había sido colocada en varios géneros incluyendo Ixia, Sparaxis y Watsonia.

## Descripción
La planta alcanza un tamaño de unos 2 metros de altura, con tallos extremadamente delgados y nervudos, dividiéndose en ramas parecidas a pelos, con gracia curvados bajo el peso de las flores, y cabeceando con facilidad en la más ligera de las brisas. Como en todo el género, tiene una gran cormo aplanado cubierto de capas de túnicas constituidas por fibras secas. Un nuevo cormo se forma cada temporada de crecimiento, los viejas cormos difuntos restantes quedan intactos durante muchos años, apilados uno encima del otro. Crece en matas densas y bastante extensas  en la Provincia Oriental del Cabo y, cuando no está en flor, las hojas que son altas, delgadas y rígidas se parecen a las de una gruesa juncia. Las flores son de color rosa a blanco puro, mientras que el fruto es una redondeada cápsula que contiene numerosas semillas angulares de color marrón.

## Usos
Los aborígenes del pueblo sotho del Reino de Lesoto utilizan una decocción del cormo de Dierama péndula como un enema con fuertes propiedades purgante.

## Taxonomía
Dierama pendulum fue descrita por (L.f.) Baker y publicado en J. Linn. Soc., Bot. 16: 99. 1877
Etimología
Dierama nombre genérico que deriva del griego: dierama, que significa "embudo", y alude a la forma de la flor.
pendulum: epíteto latíno que significa "péndula", que es la palabra latina para colgar suspendido.
Sinonimia
- Dierama ensifolium K.Koch & C.D.Bouché
- Ixia pendula L.f.
- Sparaxis pendula (L.f.) Ker Gawl.
- Watsonia palustris Pers.[6][7]